# Saint Bonnet-Laval
Saint Bonnet-Laval község Franciaország Okcitánia régiójában, Lozère megyében. Új községként 2017. január 1-jén jött létre Saint-Bonnet-de-Montauroux és Laval-Atger korábbi községek egyesítésével.

## Népesség
| Lakosok száma | 263  | 253  | 252  | 251  | 253  | 256  | 258  |
|               | 2015 | 2017 | 2018 | 2019 | 2020 | 2021 | 2022 |